# Ian Dury
Ian Robins Dury (født 12. maj 1942, død 27. marts 2000) var en britisk rocksanger og sangskriver. Dury fik med gruppen Ian Dury & The Blockheads fra 1977 og nogle år frem succes med en stribe originale sange, fx Sex And Drugs And Rock And Roll (1977), der musikalsk trak på både jazz, reggae og punk. I midten af 1980'erne begyndte Dury, der fysisk var præget af et polioangreb som barn, også at virke som skuespiller, tv-vært mv.